# 泉州南站
泉州南站是福厦高铁的一座高架车站，位于中华人民共和国福建省泉州市晋江市，规模为3台7线，于2023年9月28日开通运营。

## 历史
2017年1月15日，甬广高速铁路（福厦客运专线段）开工，在泉州市晋江市规划建设泉州南站。
2023年4月15日，泉州南站完成初步静态验收。
2023年9月28日，泉州南站投入使用。

## 车站结构
泉州南站站房为线侧下式，车站规模为客运中型站房，包含主站房，客运系统机房以及车站办公等用房，候车大厅共有三层，主体结构采用混凝土框架结构，屋面采用钢网架结构，两侧附属部分屋面为“钢筋混凝土结构+空间桁架结构“。
泉州南站采用“下进下出”进出站模式，即由地道进出站，进站旅客通过站房平台进入集散大厅，一层旅客检票后通过连廊扶梯可上至基本站台，通过地道可进入中间站台，二层候车旅客检票后可直接进入基本站台。出站旅客通过扶梯下至出站地道，通过出站闸机出站，出站口则设置在地面一层。

### 车站楼层
| 地上二层 | 侧式站台 | 侧式站台                            | 侧式站台 | 侧式站台 |
|          | 上行站台 | 福厦高铁 福州南方向（下站：泉州东） |          |          |
|          | 上行站台 | 福厦高铁 福州南方向（下站：泉州东） |          |          |
|          | 岛式站台 |                                     |          |          |
|          | 上行站台 | 福厦高铁 福州南方向（下站：泉州东） |          |          |
|          |          | 福厦高铁 福州南方向越行线           |          |          |
|          |          | 福厦高铁 漳州方向越行线             |          |          |
|          | 下行站台 | 福厦高铁 漳州方向（下站：厦门北）   |          |          |
|          | 岛式站台 |                                     |          |          |
|          | 下行站台 | 福厦高铁 漳州方向（下站：厦门北）   |          |          |
| 地面     | 站厅     | 售票处、候车区、进站口、出站口      |          |          |

## 车站特色
本站站房运用闽南特色的“红砖白石双坡曲，出砖入石燕尾脊”建筑意象形式，整体造型依山就势，体现历史文化建筑与自然环境的互融互合。

## 接驳线路

### 公交
| 路线 号码        | 起点站／终点站                                  | 收费         | 首班                                                | 末班                                                  | 所属公司         |
| ---------------- | ----------------------------------------------- | ------------ | --------------------------------------------------- | ----------------------------------------------------- | ---------------- |
| K603路           | 福厦高铁泉州南站 ↔ 云谷公交站 （原16路）        | 分段计价¥5.0 | 福厦高铁泉州南站：6:40 云谷公交站：5:00             | 福厦高铁泉州南站：22:40 云谷公交站：21:00             | 公交集团城东公司 |
| K604路           | 福厦高铁泉州南站 ↔ 泉州五中城东校区 （原801路） | 分段计价¥4.0 | 福厦高铁泉州南站：6:44 泉州五中城东校区：5:00       | 福厦高铁泉州南站：23:20 泉州五中城东校区：22:05       | 公交集团城东公司 |
| K607路           | 福厦高铁泉州南站 ↔ 洛江区政府                   | 分段计价¥4.0 | 福厦高铁泉州南站：6:40 洛江区政府：4:40             | 福厦高铁泉州南站：0:00 洛江区政府：22:00              | 公交集团洛江公司 |
| 晋江2路          | 福厦高铁泉州南站 ↔ 晋江鞋纺城                   | 一票制¥2.0   | 福厦高铁泉州南站：8:15 晋江鞋纺城：6:40             | 福厦高铁泉州南站：23:00 晋江鞋纺城：21:38             | 晋江公交         |
| 晋江5路          | 福厦高铁泉州南站 ↔ 西滨镇政府                   | 一票制¥2.0   | 福厦高铁泉州南站：7:00 西滨镇政府：7:00             | 福厦高铁泉州南站：21:06 西滨镇政府：19:37             | 晋江公交         |
| 晋江10路         | 福厦高铁泉州南站 ↔ 晋江鞋纺城                   | 一票制¥2.0   | 福厦高铁泉州南站：6:45 晋江鞋纺城：6:52             | 福厦高铁泉州南站：19:07 晋江鞋纺城：20:25             | 晋江公交         |
| 晋江15路         | 福厦高铁泉州南站 ↔ 晋江动车站                   | 一票制¥2.0   | 福厦高铁泉州南站：6:30 晋江动车站：6:30             | 福厦高铁泉州南站：21:18 晋江动车站：22:45             | 晋江公交         |
| 晋江16路         | 福厦高铁泉州南站 ↔ 池店南公交站                 | 一票制¥2.0   | 福厦高铁泉州南站：7:15 池店南公交站：8:35           | 福厦高铁泉州南站：18:25 池店南公交站：19:45           | 晋江公交         |
| 晋江19路         | 福厦高铁泉州南站 ↔ 晋江鞋纺城                   | 一票制¥2.0   | 福厦高铁泉州南站：6:55 晋江鞋纺城：7:05             | 福厦高铁泉州南站：19:21 晋江鞋纺城：18:16             | 晋江公交         |
| 晋江20路         | 福厦高铁泉州南站 ↔ 百捷中央广场                 | 一票制¥2.0   | 福厦高铁泉州南站：6:40 百捷中央广场：6:40           | 福厦高铁泉州南站：20:24 百捷中央广场：20:24           | 晋江公交         |
| 晋江37路         | 福厦高铁泉州南站 ↔ 晋江鞋纺城                   | 一票制¥2.0   | 福厦高铁泉州南站：7:00 晋江鞋纺城：7:45             | 福厦高铁泉州南站：17:25 晋江鞋纺城：18:10             | 晋江公交         |
| 晋江45路         | 福厦高铁泉州南站 ↔ 晋江机场                     | 一票制¥2.0   | 福厦高铁泉州南站：7:20 晋江机场：8:30               | 福厦高铁泉州南站：17:25 晋江机场：18:45               | 晋江公交         |
| 晋江46路         | 福厦高铁泉州南站 ↔ 晋江动车站                   | 一票制¥2.0   | 福厦高铁泉州南站：6:40 晋江动车站：8:44             | 福厦高铁泉州南站：17:43 晋江动车站：19:47             | 晋江公交         |
| 晋江47路         | 福厦高铁泉州南站 ↔ 伟冠学校                     | 一票制¥2.0   | 福厦高铁泉州南站：7:30 伟冠学校：9:48               | 福厦高铁泉州南站：18:25 伟冠学校：19:30               | 晋江公交         |
| 晋江G1路         | 福厦高铁泉州南站 ↔ 福州大学晋江校区公交站       | 一票制¥2.0   | 福厦高铁泉州南站：6:50 福州大学晋江校区公交站：6:50 | 福厦高铁泉州南站：17:45 福州大学晋江校区公交站：17:20 | 晋江公交         |
| 晋江城市游览专线 | 福厦高铁泉州南站 ↔ 晋江机场                     | 一票制¥5.0   | 福厦高铁泉州南站：7:43 晋江机场：8:58               | 福厦高铁泉州南站：19:01 晋江机场：19:16               | 晋江公交         |
| 晋江滨海旅游专线 | 福厦高铁泉州南站 ↔ 围头战地公园                 | 一票制¥5.0   | 福厦高铁泉州南站：7:00 围头战地公园：8:40           | 福厦高铁泉州南站：15:55 围头战地公园：17:35           | 晋江公交         |
| 石狮12路         | 福厦高铁泉州南站 ↔ 古浮村                       | 分段计价¥4.0 | 福厦高铁泉州南站：6:35 古浮村：5:30                 | 福厦高铁泉州南站：22:30 古浮村：21:20                 | 公交集团石狮公司 |
| 石狮801路        | 福厦高铁泉州南站 ↔ 永宁公交站                   | 分段计价¥4.0 | 福厦高铁泉州南站：7:10 永宁公交站：6:00             | 福厦高铁泉州南站：23:00 永宁公交站：21:45             | 公交集团石狮公司 |